# Castello di Pomponesco
Il castello di Pomponesco era una roccaforte, ora scomparsa, risalente al XVII secolo e situata a Pomponesco in provincia di Mantova.

## Collocazione e storia
Il castello fu edificato a pianta esagonale da Giulio Cesare Gonzaga al momento del suo insediamento nel feudo, intorno al 1570, diventando la propria residenza. Attorno all'edificio sorsero simmetricamente piazze e strade, come da desiderio del signore, che ne voleva fare la "città ideale" sul modello di Sabbioneta di Vespasiano Gonzaga. Fu il periodo di maggior splendore del paese, tanto che il duca Vincenzo I Gonzaga, capo della dinastia Gonzaga, sostenne economicamente nell'edificazione, elevando anche queste terre al rango di contea nel (1593).
Il castello era dotato di porticati, giardini e sale arricchite con marmi e affreschi. L'area del castello, recintata da mura, comprendeva al proprio interno la chiesa e la zecca, una delle strutture minori dello stato gonzaghesco, ma non meno importante.
Nel 1593 Giulio Cesare si stabilì a Bozzolo e per il borgo iniziò una lenta decadenza. Dopo la dominazione gonzaghesca il paese passò agli austriaci e agli inizi dell'Ottocento il castello fu definitivamente demolito. Dell'antica struttura sono sopravvissuti solo gli edifici delle scuderie.